# Getrennter Infinitiv
Ein getrennter Infinitiv ist in der englischen Sprache eine grammatische Konstruktion, in der sich ein Wort oder eine Phrase – normalerweise ein Adverb oder eine adverbiale Phrase – zwischen to und der bloßen infinitiven Verbform (also der Grundform des Verbs) befindet. Die Konstruktion ist wegen einer Kontroverse, ob sie überhaupt grammatisch zulässig sei, besonders bemerkenswert.
Ein berühmtes Beispiel hierfür ist ein aus der Fernsehserie Star Trek stammendes Zitat: „to boldly go where no man has gone before“. Hier verursacht die Gegenwart des Adverbs boldly zwischen den zwei Teilen des Infinitivs to und go einen getrennten Infinitiv. Eine derartige Konstruktion kann oft umgangen werden, indem man die dazwischen kommenden Wörter nach dem Verb oder vor dem to platziert: „to go boldly where no man has gone before“ oder „boldly to go where no man has gone before“. Jedoch haben diese zwei Formulierungen nicht die gleiche Bedeutung – die erstere verbindet die Kühnheit mit der Art und Weise des Gehens, während die letztere die Kühnheit mit der vollkommenen Tat des Gehens „where no man has gone before“ verbindet.
Aus Perspektive der deskriptiven Linguistik sind getrennte Infinitive in den meisten Varianten im Englischen üblich. Jedoch ist ihr Status als Teil der Standardsprache umstritten. Im 19. Jahrhundert versuchten verschiedene Standardwerke der englischen Grammatik, eine präskriptive Regel einzuführen, nach der getrennte Infinitive im Englischen nicht benutzt werden dürften. Die meisten Sprachexperten der letzten 100 Jahre plädierten jedoch dafür, dass die Konstruktion des getrennten Infinitivs manchmal hilfreich sein könne, um eine bestimmte Bedeutung genauer ausdrücken zu können – wie im Fall von „to boldly go“.